# لين وستمورلند
ليون أكتون ويستمورلاند (بالإنجليزية: Lynn Westmoreland)‏ يلقب بـ «لين» (من مواليد 2 أبريل 1950) هو نائب للمنطقة الـ3 في جورجيا في الكونغرس، منذ عام 2007. عضو في الحزب الجمهوري. كان يمثل سابقا المنطقة الـ8 في جورجيا في الكونغرس بين العامي 2005-2007.

## دراسته وحياته المهنية
ولد يستمورلاند في أتلانتا، جورجيا، (وهو ابن «مارغريت فيريل» (نيي لوسون) و«ليون أكتون يستمورلاند»). نشأ وترعرع في متروبوليتان أتلانتا. وأدلى في إحدى تصريحاته أنه لا يملك أي مؤهل أوشهادة غير شهادة الثانوية العامة. درس في جامعة ولاية جورجيا، ولكن تسرب للعمل في قطاع البناء الذي تمتلكه أسرته والذي أصبح لاحقا مديرها التنفيذي. خدم في مجلس النواب ولاية جورجيا 1993-2005، وترقى حتى أصبح زعيم الجمهوريين في مجلس النواب في عام 2001. وشغل هذا المنصب حتى عام 2003 عندما تنحى من أجل تكريس وقته لحملته إلى الكونغرس في أواخر عام 2003. وبقي في مجلس نواب ولاية جورجيا حتى انتخابه لمجلس النواب الأمريكي في عام 2005.
كان زعيم الجمهوريين في مجلس نواب جورجيا، قاد المعركة ضد التلاعب الحزبي المكثفة أثناء عملية ترسيم الدوائر الانتخابية التي تسيطر عليها الأغلبية الديمقراطية في عام 2001. وتخلى عن معارضته وكان له دور أساسي في إعادة تقسيم منتصف العقد (mid-decade) التي وقعت في عام 2005، بعد فوز الجمهوريين سعيا لسيطرة على مجلس نواب ولاية جورجيا في انتخابات عام 2004.

## عضويته فيمجلس النواب الأمريكي

### فترة عضويته
وخلال ولايته الأولى في كونغرس الولايات المتحدة الـ109، عين يستمورلاند في لجنة الأعمال التجارية الصغيرة مجلس النواب الأمريكي [الإنجليزية]، ولجنة الإصلاح الحكومي بمجلس النواب الامريكى، ولجنة النقل والبنية التحتية بمجلس النواب الامريكى. في يناير كانون الثاني عام 2015، وأعيد تنظيم لجنة الاستخبارات في مجلس النواب الأمريكي، وأنشئت لجنة فرعية على الأمن السيبراني وكالة الأمن القومي مع يستمورلاند عين ليكون أول رئيس للجنة الفرعية.

## حياته الخاصة
يقيم في جرانتفيل، جورجيا، مع زوجته، جوان، لديهم ثلاثة أطفال وسبعة أحفاد.